# 제수르 베 귀젤
《제수르 베 귀젤》(튀르키예어: Cesur ve Güzel)는 2016년부터 2017년까지 방영된 터키의 텔레비전 드라마이다.

## 같이 보기
- 튀르키예의 텔레비전 드라마 목록
- 튀르키예의 텔레비전 드라마